# Leptomiopteryx
Leptomiopteryx är ett släkte av bönsyrsor. Leptomiopteryx ingår i familjen Thespidae.
Kladogram enligt Catalogue of Life:
| Leptomiopteryx | \| \| Leptomiopteryx argentina \| \| \| \| \| \| Leptomiopteryx dispar \| \| \| \| |
|                | \| \| Leptomiopteryx argentina \| \| \| \| \| \| Leptomiopteryx dispar \| \| \| \| |
|                | Leptomiopteryx argentina                                                           |
|                |                                                                                    |
|                | Leptomiopteryx dispar                                                              |
|                |                                                                                    |